# Теутберга
Теутберга (фр. Teutberge; умерла в 875) — представительница влиятельного рода Бозонидов, дочь Бозона Древнего, жена короля Лотарингии Лотаря II. В связи с желанием расторгнуть с ней брак, Лотарь вступил в серьёзный конфликт с папством, завершившийся только с его смертью.

## Биография

### Происхождение
Теутберга происходила из знатного рода Бозонидов, одного из двух (его иногда называют Арльской династией или Гугониды), который ведёт своё начало от её отца Бозона Древнего. Теутберга была женой короля Лотарингии Лотаря II. Его потомки, а также потомки её старшего брата Хукберта, были графами Арля, а внук Гуго (ум. 947) и правнук Лотарь (ум. 950) были королями Нижней Бургундии (Прованса), а потом Италии. Происхождение Бозона Древнего неизвестно. Имя матери Теутберги неизвестно. Возможно, что её звали Ирментруда.

### Лотарь II женится на Теутберге
По мнению Пьера Рише, Бозон Древний умер не позднее 855 года, поскольку в этом году Теутберга была передана под опеку своего брата Хукберта. В том же 855 году Хукберт по политическим мотивам выдал её замуж за короля Лотаря II, который недавно, после смерти своего отца, получил власть над королевством Лотарингия. Ещё при жизни императора Лотаря I будущий король Лотарь II сделал своей любовницей Вальдраду. Точно неизвестно, имели ли их отношения форму законного брака, но позднее одним из аргументов, высказывавшимся в пользу развода Лотаря с Теутбергой, был тот, что нерасторгнутый официально брак Лотаря с Вальдрадой предшествовал его браку с Теутбергой.
Но уже к 857 году Лотарь стал тяготиться этим браком, оказавшимся бездетным. Лотарь стал отдаляться от Теутберги и вновь сошёлся с Вальдрадой, которая вскоре родила от короля сына, названного именем Гуго. Стремясь освободиться от Теутберги и легализовать права своего сына, Лотарь сослал королеву в монастырь, но Хукберт поднял в 858 году мятеж против короля и с помощью своих многочисленных сторонников среди лотарингской знати заставил Лотаря II возвратить королеву ко двору.

### Попытки Лотаря II развестись с Теутбергой
В 860 году Лотарь II предпринял решительные меры, чтобы получить развод с Теутбергой. Его помощниками в этом деле стали родственники Вальдрады, архиепископ Кёльна Гюнтар и архиепископ Трира Титгауд. В январе и феврале этого года в Ахене были проведены два церковных собора, которые признали королеву виновной в инцесте с собственным братом Хукбертом. Несмотря на поддержку, которую оказала королеве часть лотарингской знати, союзная Бозонидам, и победу на «Божьем суде», которую одержал представитель Теутберги, что по законам того времени доказывало её невиновность, она по решению участников соборов была сослана в монастырь.
В 861 году Теутберге удалось бежать из монастыря и найти убежище при дворе короля Западно-Франкского государства Карла II Лысого. В защиту прав Теутберги выступил также архиепископ Реймса Гинкмар, составивший трактат (лат. De divorcio Lotharii et Teutberge) с теологическим обоснованием незаконности действий короля Лотаря. Вскоре в конфликт оказались вовлечены и другие франкские монархи, император Людовик II и король Восточно-Франкского государства Людовик II Немецкий. В феврале 862 года в Ахене состоялся новый церковный собор, который расторг брак короля Лотарингии с Теутбергой, а 25 декабря этого года состоялось бракосочетание Лотаря II и Вальдрады, которая с этого времени в официальных документах стала называться королевой.

### Вмешательство папы Николая I
Однако в это время в защиту Теутберги выступил папа римский Николай I, желавший оказанием давления на короля Лотаря II доказать усиление роли Святого Престола не только в церковных, но и в светских делах Европы. Папа признал незаконным все решения, принятые Ахенскими соборами 860—862 годов, и потребовал проведения нового синода, на котором председательствовали бы его легаты. Этот собор состоялся в середине июня 863 года в Меце, но королю Лотарингии удалось подкупить представителей папы и этот синод также признал законным брак Лотаря II и Вальдрады. Из всех участников собора только архиепископ Арля Ротланд высказался в поддержку Теутберги.
В ответ Николай I в ноябре этого же года провёл в Риме новый собор, на котором из королевства Лотаря присутствовали только архиепископы Кёльна и Трира. Этот синод признал незаконным постановления трёх Ахенских и Мецского соборов и отлучил от церкви всех прелатов, их участников. Попытка Лотаря II в феврале 864 года с помощью своего брата, императора Людовика II, оказать давление на Николая I завершилась неудачей.
В то же время на сторону Теутберги стали переходить и те епископы, которые ранее содействовали заключению брака Лотаря с Вальдрадой. В 865 году новый легат папы, канцлер Арсений, совершил поездку в Восточное и Западное Франкские королевства и Лотарингию. В августе он привёз с собой к Лотарю Теутбергу и под угрозой отлучения короля от церкви заставил его вновь признать её законной королевой. Договор об этом, составленный 3 августа, кроме самого Лотаря, подписали и несколько наиболее приближённых к нему светских и духовных лиц, в том числе, все архиепископы Лотарингского королевства. В обратный путь в Рим Арсений взял с собой Вальдраду, которая должна была лично испросить у Николая I прощение. Но, достигнув Аугсбурга, Вальдрада получила письмо от Лотаря с призывом вернуться. Ей удалось обмануть бдительность Арсения и сбежать. За это Вальдрада, вернувшаяся ко двору Лотаря II, была отлучена папой Николаем от церкви.
В следующие два года Лотарь II продолжал сожительствовать с Вальдрадой и настолько довёл своими притеснениями Теутбергу, что вынудил её вновь бежать под защиту короля Карла II Лысого. Отсюда Теутберга писала в ноябре 866 года Николаю I, прося разрешить ей развод с Лотарем, чтобы она остаток жизни могла провести в одном из монастырей. Но папа римский ответил ей категорическим отказом, заявив, что нет никаких законных причин для расторжения её брака.

### Смерть короля Лотаря II
Николай I умер 13 ноября 867 года. Его преемник, Адриан II, был менее враждебно настроен по отношению к Лотарю и даже снял с Вальдрады отлучение. Летом 869 года король Лотарингии приехал в Италию и встретился с Адрианом II в Монте-Кассино, где поклялся папе в своём полном разрыве с Вальдрадой. Затем он сопровождал папу в Рим и хотя здесь ему был оказан не самый любезный приём, он был приглашён папой на совместную трапезу и обменялся с ним дарами, после чего папа, хотя сам и не дал согласия на развод, разрешил созвать собор епископов в Риме, для обсуждения этого вопроса. Неизвестно, насколько Лотарь был доволен результатами своих переговоров с папой римским: на обратном пути король неожиданно заболел и 8 августа умер в Пьяченце.
Почти сразу после смерти Лотаря II его королевство было захвачено Карлом II Лысым, тотчас же отнявшим у герцога Гуго, сына Лотаря, его эльзасские владения. Поскольку дело о разводе так и не было доведено до конца, дети Лотаря от Вальдрады считались незаконными, и королевство его было поделено между его дядями — королём Франции Карлом II Лысым и королём Германии Людовиком II Немецким. Лишившись покровителя и мужа, Теутберга и Вальдрада удалились в монастыри. Теутберга избрала аббатство святой Глоссинды в Меце, где она стала аббатисой монастыря и скончалась там же в 875 году.